# Sebangar
Sebangar is een bestuurslaag in het regentschap Bengkalis van de provincie Riau, Indonesië. Sebangar telt 13.770 inwoners (volkstelling 2010).